# Leadtek Research
Leadtek Research Inc. est une société taïwanaise fondée le 24 octobre 1986 et introduite en bourse le 19 septembre 2001.
Leadtek est connue pour sa gamme de carte graphique WinFast pour PC, elle produit entre autres des cartes mères, des tuner TV, des GPS.